# Fortunato Libanori
Fortunato Libanori (Milaan, 14 juni 1934 - Aldaar, 11 juli 2006) was een Italiaans motorcoureur en motorbootracer.
De familie Libanori kwam eigenlijk uit Veneto in de provincie Rovigo, maar verhuisde naar Milaan toen Fortunato's vader in dienst trad bij Pirelli. In de zomer van 1944 reisde moeder Libanori met vier kinderen terug naar Veneto, maar bij de nadering van de geallieerden vond ze het veiliger om terug te keren naar Milaan. Daar werd echter op 10 oktober de lagere school getroffen bij een bombardement, waarbij Fortunato's broer Giancarlo en zijn neefje Gianfranco het leven lieten.

## Motorracecarrière
Fortunato was erg geïnteresseerd in voertuigtechniek en begin jaren vijftig trad hij in dienst van de renstal van MV Agusta. Daar onderkende men niet alleen zijn technische kwaliteiten, maar ook die als rijder. Aanvankelijk trad hij op als testrijder, maar hij werd ook ingezet in Italiaanse nationale wedstrijden. 

### 1956
In het seizoen 1956 trad hij voor MV Agusta ook aan in het wereldkampioenschap wegrace in de TT van Assen, de GP van België, de GP van Duitsland en de GP des Nations.

### 1957
Ook in het seizoen 1957 begon Fortunato Libanori aan het wereldkampioenschap in de 125cc- en de 250cc-klasse. Toen teamgenoot Roberto Colombo tijdens de trainingen van de GP van België trok het management van MV Agusta alle Italianen terug uit het WK. 
Na dit seizoen beëindigde Fortunato zijn motorracecarrière, maar hij bleef testrijder bij MV Agusta en reed ook af en toe demonstratiewedstrijden. 

## Powerboatcarrière
Fortunato Libanori stelde zijn technische kennis ook ter beschikking aan speedbootracers, die wedstrijden voeren op de Italiaanse meren. Zo kon hij vanaf 1959 ook zelf met motorboten racen en in zijn tweede seizoen behoorde hij al tot de topschippers van Italië. In 1962 en 1964 won hij de Italiaanse 2500cc-klasse en in 1965 was hij Europees kampioen 2500 cc- en Runabout 2000. In 1966 werd hij wereldkampioen in de "LZ 2500"-klasse en daarin werd hij in 1968 Italiaans-, Europees- en wereldkampioen. In 1969 sloot hij zijn carrière af met de Europese titel.

## Wereldkampioenschap wegrace resultaten
| Jaar | Klasse | Team      | Motorfiets                  | 1     | 2     | 3     | 4     | 5     | 6       | Punten | Plaats | Overwinningen |                                         | Wereldkampioen |
| ---- | ------ | --------- | --------------------------- | ----- | ----- | ----- | ----- | ----- | ------- | ------ | ------ | ------------- | --------------------------------------- | -------------- |
| 1956 | 125 cc | MV Agusta | 125 Bialbero                | IOM - | NED ? | BEL 2 | DUI 4 | ULS - | NAT DNF | 9      | 5e     | 0             | Carlo Ubbiali, MV Agusta 125 Bialbero   |                |
| 1957 | 125 cc | MV Agusta | 125 Bialbero                | DUI - | IOM - | NED 5 | BEL - | ULS - | NAT 4   | 5      | 8e     | 0             | Tarquinio Provini, Mondial 125 Bialbero |                |
| 1957 | 250 cc | MV Agusta | 250 Monocilindrica Bialbero | DUI - | IOM - | NED 4 | BEL - | ULS - | NAT -   | 3      | 14e    | 0             | Cecil Sandford, Mondial 250 Bialbero    |                |